# Tutto è Uno
Tutto è uno (The Holographic Universe) è un saggio scritto da Michael Talbot, pubblicato nel 1991 negli Stati Uniti e nel 1997 in Italia, che descrive la possibilità di una visione olografica della realtà.

## Argomento
Nella parte iniziale ci viene descritto cosa sia un ologramma, di cui è dato anche un grafico dettagliato. In seguito, spaziando dalla fisica alla psicologia, gli studi che l'autore porta alla nostra attenzione sono quelli di nomi famosi quali Karl Pribram, Einstein, Bohr, Bohm, il famoso psichiatra Stanislav Grof. Una vasta costellazione di studi distinti, condotti in campi diversi, che concorrono a disegnare la trama di una ipotesi: l'ipotesi della scienza olografica. La presentazione di questi studi distinti è intervallata da suggestive citazioni letterarie di poesie di William Blake e scritti di Sant'Agostino e Proust, disegnando la prospettiva filosofica di un universo in cui in ogni singolo elemento, ad es. l'uomo stesso, è possibile rinvenire la struttura completa del Tutto.
Il testo si inserisce nel filone new age in cui si cerca di dare una spiegazione a fenomeni di tipo paranormale, come chiaroveggenza, sincronicità, interazione mente-materia utilizzando concetti presi dalla fisica moderna, in particolare dalla meccanica quantistica.

## Struttura
Il volume si suddivide in nove capitoli.

### Il cervello come ologramma
Viene data la descrizione di un ologramma. Viene poi discussa la possibilità di un modello olografico per tutto l'universo, suggerendo che tale modello possa spiegare ad es. le sincronicità, cioè le cosiddette coincidenze. Vengono citati gli studi condotti nel 1987 da Robert G. Jahn, fisico, e Brenda J. Dunne, psicologa, riguardanti l'interazione psichica della mente con la realtà materiale. A seguire, l'autore  presenta una sua interpretazione della fisica quantistica, come strumento per elevare il proprio livello di consapevolezza. Infine Talbot espone gli studi dello psichiatra Stanislav Grof.

### Il cosmo come ologramma
L'autore ci espone gli studi di Bohm che negli anni condussero a delineare una ipotesi di struttura olografica dell'universo. Vari esempi vengono riportati, tra cui quello della dualità tra particella ed onda. A seguire viene descritta sia la possibilità di una interconnessione fra tutti i fenomeni del cosmo, sia la possibilità che vi siano ordini o dimensioni che sovrintendono alla realtà quotidiana, ossia sono implicite nella realtà che viviamo e ad essa preposte. Con più dettaglio che nel capitolo precedente sono esposti e commentati dall'autore gli studi di Stanislav Grof che, col tempo, hanno portato all'evoluzione della psicologia transpersonale.

### Il modello olografico e la psicologia
I sogni e l'universo olografico; la psicosi e l'ordine implicito; sogni lucidi e universi paralleli; la terapia olotropica; difetti nella trama della realtà. La definizione di Jung del concetto di sincronicità: uno dei più grandi contributi del famoso uomo di scienza. Lo studio delle personalità multiple effettuato presso il National Institutes of Health da parte di Frank Putnam.

### Io canto il corpo olografico
Vengono descritti numerosi casi di effetto placebo, casi in cui convinzioni personali di pazienti affetti da gravi patologie cliniche hanno alterato il decorso della malattia, casi di guarigioni sorprendenti e particolari. A seguire la descrizione del mock-up ossia la visualizzazione mentale ad es. di un risultato sportivo agonistico positivo, come tecnica di allenamento per gli atleti sovietici in vista delle competizioni internazionali; la possibile connessione di tali immagini mentali con il tutto olografico; le conclusioni del Dott. Lewis Thomas sul potere dell'inconscio in merito alla sparizione di lievi disturbi anche cutanei, come le verruche.

### Una tasca colma di miracoli
Il capitolo inizia con una citazione di Sant'Agostino, per la quale i miracoli non sono una opposizione alla natura, ma uno stimolo per noi ad ampliare il nostro livello di consapevolezza e percepire anche nuovi aspetti, nuove dimensioni implicite nella natura materiale che sperimentiamo nel vivere quotidiano. A seguire esempi e studi condotti sulla psicocinesi; una spiegazione della psicocinesi data dallo stesso Bohm; descrizione specifica degli esperimenti condotti al REG (Random Events Generator) dai Dottori Robert G. Jahn e Brenda J. Dunne.

### Vedere olograficamente
Viene proposta la possibilità che il nostro corpo fisico sia il risultato dell'interazione di campi più sottili determinati dalle nostre menti; la possibilità che alcune persone abbiano la percezione di tali campi sottili; la definizione di Bohm di campo elettrico.

### Il tempo oltre la mente
La possibilità che in una quarta dimensione, ossia una dimensione superiore e implicita nella nostra normale e consueta terza dimensione che viviamo quotidianamente, il tempo non sia lineare come noi lo percepiamo: i momenti non sarebbero infilati l'uno di seguito all'altro, in una successione quali le perline poste su un filo; la percezione, l'essenza stessa del tempo nella quarta dimensione sarebbe diversa da quella che ci appare qui nella nostra terza dimensione; Norman Emerson e le sue scoperte archeologiche.

### Viaggiare nell'ologramma
Il Dott. Kenneth Ring e la sua interpretazione delle percezioni tramite il corpo; la descrizioni di possibili percezioni oltre il corpo fisico.

### Ritorno al tempo del sogno
Le esperienze oniriche come interessante studio per l'ipotesi olografica; l'azione del laser sulla pellicola olografica e il suono olofonico; nuovi tipi di computer e livelli superiori di consapevolezza.

## Critiche da parte del mondo scientifico
Le tesi contenute nel libro sono fortemente contestate dal mondo scientifico, e rientrano a pieno titolo nel campo della pseudoscienza. I concetti presi ad es. dalle teorie della meccanica quantistica sono presentati in modo distorto ed utilizzati per giustificare fenomeni o concetti che non sono trattati dalla teoria stessa. L'idea di fondo di un universo olografico prende spunto dall'omonima interpretazione di David Bohm, ma la reinterpreta per giustificare l'idea di un'unità olistica del reale propria dei movimenti New Age. Molti concetti esposti, come le energie sottili o dimensioni non fisiche, sono completamente estranei ai corrispettivi concetti di energia e dimensione utilizzate in ambito scientifico.
I fenomeni paranormali descritti nel libro non sono generalmente accettati dalla comunità scientifica, che li ritiene dovuti a scarsi controlli sulla reale natura del fenomeno, artefatti statistici, aneddoti non adeguatamente documentati, o falsi espliciti.